# Per-Olof Arvidsson
Per-Olof Arvidsson (ur. 18 grudnia 1864 w Augerum, zm. 30 sierpnia 1947 w Sztokholmie) – szwedzki strzelec, medalista olimpijski.
Z zawodu wojskowy, należał do jednego z regimentów artylerii w armii szwedzkiej (Svea artilleriregemente).
Dwukrotny olimpijczyk (IO 1908, IO 1912), startował łącznie w ośmiu konkurencjach. W Londynie wystąpił w trzech, zdobywając medal w drużynowym strzelaniu z karabinu dowolnego w trzech pozycjach z 300 metrów (indywidualnie był 12.). Był także piąty w karabinie wojskowym drużynowo. W Sztokholmie został mistrzem olimpijskim w drużynowym strzelaniu w rundzie pojedynczej do sylwetki jelenia (wraz z Åke Lundebergiem, oraz Oscarem Swahnem i Alfredem Swahnem), ponadto uplasował się na piątej pozycji w rundzie podwójnej do sylwetki jelenia. W pozostałych zmaganiach zajmował miejsca poza pierwszą dziesiątką.
Nigdy nie stanął na podium mistrzostw świata.

## Wyniki olimpijskie
| Igrzyska | Konkurencja                                     | Wynik                             | Miejsce | Źródło |
| -------- | ----------------------------------------------- | --------------------------------- | ------- | ------ |
| IO 1908  | Karabin dowolny, trzy postawy, 300 m            | 823 pkt. (310-277-236)            | 12      | [ 3 ]  |
| IO 1908  | Karabin dowolny, trzy postawy, 300 m, drużynowo | 812 pkt. (ind.) 4711 pkt. (druż.) |         | [ 4 ]  |
| IO 1908  | Karabin wojskowy, drużynowo                     | 374 pkt. (ind.) 2213 pkt. (druż.) | 5       | [ 5 ]  |
| IO 1912  | Karabin dowolny, trzy postawy, 300 m            | 839 pkt. (315-279-245)            | 48      | [ 6 ]  |
| IO 1912  | Karabin wojskowy, trzy postawy, 300 m           | 87 pkt. (42-45)                   | 18      | [ 7 ]  |
| IO 1912  | Runda pojedyncza do sylwetki jelenia            | 26 pkt.                           | 26      | [ 8 ]  |
| IO 1912  | Runda pojedyncza do sylwetki jelenia, drużynowo | 32 pkt. (ind.) 151 pkt. (druż.)   |         | [ 9 ]  |
| IO 1912  | Runda podwójna do sylwetki jelenia              | 68 pkt.                           | 5       | [ 10 ] |